# Erik Johan Stagnelijus
Erik Johan Stagnelijus (šved. Erik Johan Stagnelius; Eland, 14. oktobar 1793 — Stokholm, 3. april 1823) je bio jedan od najneobičnijih i najistaknutijih švedskih romantičarskih pesnika. Njegova dela, kao i život koji je vodio, oslikani su konfliktom između snažnih erotskih impulsa i radikalnog asketizma.
Danas je poštovan pre svega zbog svojih lirskih pesama, iako je pisao i epske pesme i drame.

## Biografija
Stagnelijus je rođen 14. oktobra 1793. godine na Elandu, gde je proveo veći deo svog detinjstva. Njegov otac je bio sveštenik, a 1810. godine, kada je postao biskup, Stagnelijus se sa njim odselio u Kalmar.
Otac je bio veoma konzervativan, a u religijskom smislu bio je naklonjen pijetizmu, odnosivši se kritički prema idejama prosvetiteljstva. Stagnelijus nije pohađao nastavu u školi. Njegov otac mu je bio i učitelj, pa se pretpostavlja da je Stagnelijus dosta rano došao u dodir kako sa delima antičkih pisaca, tako i sa teološkim zapisima koji su se nalazili u očevoj biblioteci. Stagnelijusov otac je primetio njegovo interesovanje za učenje, kao i želju da bude sam.
Na jesen 1811. godine upisao se na studije u Lundu, ali se već sledeće godine preselio u Upsalu, gde je i diplomirao. 1815. godine je dobio neplaćeni posao u Stokholmu, radeći kao pisar. Tada je želeo da se proslavi kao pesnik, ali je uspeh došao tek nakon njegove smrti.
Nikada nije imao mnogo prijatelja, a malobrojni koji su imali priliku da ga upoznaju opisivali su ga kao zapuštenog osobenjaka i alkoholičara.
Tokom života pratilo ga je loše zdravlje, a pretpostavlja se da je uzrok njegove smrti mešanje opijuma i alkohola. Imao je samo 29 godina kada je umro. Niko od njegovih srodnika nije bio na sahrani.
Mnogi detalji iz njegovog života su do danas ostali nepoznati, pre svega zbog nedostatka izvora.

## Stvaralaštvo
Malo je koji švedski pesnik ostavio toliki trag u književnosti kao Stagnelijus. Njegov uticaj oseća se i vekovima kasnije, njegova poetika i dalje pleni strašću i svojim raskošnim formama.
Međutim, tokom Stagnelijusovog života objavljena su samo tri njegova dela, sva tri anonimno. Jedan od velikih problema za one koji proučavaju Stagnelijusov opus je hronologija njegovog rada. Stagnelijus nije objavio većinu svojih dela, zbog čega je vrlo teško odrediti za neka od njih tačno kada su nastala. Ono što se može primetiti u njegovim delima i što ujedno olakšava njihovu hronologizaciju je promena u Stagnelijusovim shvatanjima i uticajima, koja se odražava na njegovo stvaralaštvo.
Do 1818. godine Stagnelijusova dela bila su pretežno poetskog karaktera i mogla su se podeliti u dve velike grupe: pesme koje su pripadale epskoj poeziji i pesme koje su govorile o trenutnim događajima. Tipični motivi za ovaj rani period Stagnelijusovog stvaralaštva vezani su za nordijsku istoriju, mitologiju i religiju, dok je jedan broj pesama iz ovog perioda takođe nastao i pod uticajm nemačke i francuske literature, pre svega Getea, Šlegela i Šatobrijana.
U ovaj period ubraja se jedan deo Stagnelijusovog stvaralaštva izdat posthumno u tri zbirke pod nazivom Samlade skrifter (1824—1826). Među njima je njegova prva značajna pesma Blenda iz 1813. godine, koja je epskog karaktera i govori o vikinškoj heroini Blendi, ženama iz Verenda i herojstvu iz perioda vikinškog doba, kao i pesma Gunleg, nastala u periodu između 1812. i 1814. godine koja govori o božanskom poreklu poezije. Iz ovog perioda datira i njegovo prvo izdato delo, pesma Vladimir Veliki, iz 1817. godine. Pesma govori o ljubavi moćnog ruskog paganskog princa i ratnika prema zarobljenoj ćerki grčkog cara i njegovom prelasku u hrišćansku veru, pisana je u heksametru i može se uvrstiti u epsku poeziju.
U ovom periodu nastale su i pesme Salamanka (1812), Vitoria (1813) i Vaterlo (1815), koje govore o trenutnim događajima, pretežno vezanim za ratna zbivanja u svetu. U poznije godine ovog perioda Stagnelijusovog stvaralaštva ubrajaju se i dve staronordijske drame Sigurd Ring i Visbur, nastale pod uticajem Geteovog i Šlegelovog stvaralaštva.
U periodu od 1815—1818. nastale su i pesme posvećene Amandi („onoj koju valja voleti“), njegovoj idealnoj ženi i najvećoj muzi. Da li je ona zaista postojala, ne možemo sa sigurnošću znati, ali jedna od najčešćih teorija navodi Konstansu Magnet kao jedan od mogućih izvora inspiracije. Ove pesme prožete su motivom čežnje za nedostižnim i idealnim, tipičnim za poetiku romantizma.
Do promene u Stagnelijusovom stvaralaštvu dolazi oko 1818. godine. Njegova shvatanja, kasnije izražena kroz poeziju i dela dramskog karaktera, bazirala su se na snažnim uticajima filozofije misticizma, karakteristične za romantičarska dela. Terminologija i simboli u pesmama uzeti su delom iz gnostičke literature, pa je uticaj gnosticizma na njegovo stvaralaštvo postao tema rasprava tokom istraživanja. Na Stagnelijusovo stvaranje u ovom periodu uticaj su imali Šeling, Beme i Platon. Kombinujući njihova učenja, posebno ona vezana za čulni svet i prirodu ljubavi sa drugim izvorima, Stagnelijus je stvorio teško razumljive pesme, koje se mogu shvatiti kao izraz teozofije.
Karakteristična za ovaj deo Stagnelijusovog stvaralaštva je njegova prva izdata zbirka u tri dela - Ljiljani u Sarunu iz 1821. godine. Prvi deo zbirke sadržao je pesme romantičarskog karaktera sa religioznim motivima, a drugi i treći dramu u stihu, Mučenici, koja govori o progonu hrišćana u Kartagini. Za reprezentativne pesme iz prvog dela zbirke mogu se uzeti Ptice selice, Misterija uzdaha i Ruža u parku cara sveta, u kojima su objedinjeni motivi nezadovoljstva ovozemaljskim i zebnje za ponovnim dostizanjem nevinosti.
Njegova dva poslednja dela govore o temama poput dvosmislenosti i obmane, utemeljenih u nepoverenju prema čulnom, pre svega prema umetnosti i estetskoj dimenziji stvarnosti. Ova dela ostavljaju romantičarski utisak, što se najbolje vidi u motivu težnje da se dostigne jedinstvo sa božanskim, jednom od najznačajnijih i najtipičnijih motiva romantičarskog stvaralaštva.
Za neka druga Stagnelijusova dela se i dalje ne zna sa sigurnošću kad su nastala. Među ova dela ubrajamo Vitezovu kulu, tragediju sa elementima horora i motivom incesta, kao i ljubavnu priču Prostitutka u Rimu, u kojoj je duh ljubavnika zove u grob da tamo žive zajedno.
Tokom 19. veka izdato je šest zbirki Stagnelijusovih dela. Među autorima koji su kasnije isticali Stagneliusa kao važnog uzora ističu se Gunar Ekelef i Stig Lašon.

## Bibliografija
- Albert i Julija, ili ljubav posle smrti. Prizor iz duhovnog sveta. Anonimno?. Štamparija Karla Delena. Stokholm, 1824. Libris 2389264
- Bahatice ili fanatizam. Anonimno? Štamparija Eksteinska. Stokholm, 1822. Libris 2389265
- Ljiljani u Sarunu. Anonimno? Stokholm, 1821. Libris 2409318
- Vladimir Veliki : poezija u tri pesme. Biblioteka Universal. Upsala, 1817. Libris 2240565

Sabrana dela
- Sabrani spisi E. J. Stagnelijusa Stokholm: Viborg, 1830-1833. Libris 42062 - Prvo sabrano izdanje objavio je L. Hamaršeld 1824-1826, a jedno sređeno i poboljšano izdanje Per Adolf Sondén 1836.
- Sabrani spisi švedskih pisaca Švedsko književno udruženje, Stokholm: Bonier, 1911-1919. Libris 7736 - Ispravio i prokomentarisao Fredrik Bek
- Sabrani spisi Malme: Alhem, 1957. Libris 8080861
- Sabrani spisi I-V Stokholm: Švedska Akademija, 2011.

## Spoljašnje veze
- Nacionalna enciklopedija
- Архивирано на веб-сајту  (6. јануар 2019)